# Pier Tania

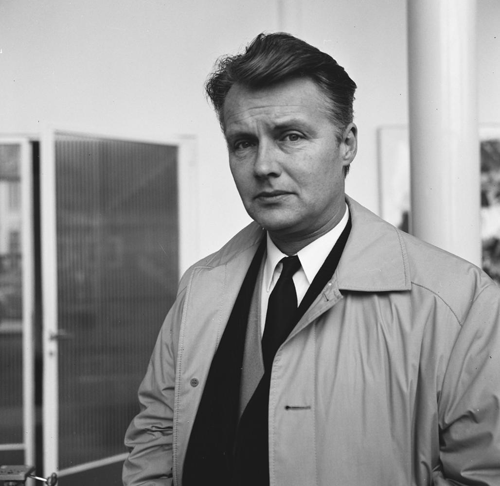
Pier Tania in 1965

Meinte Piet (Pier) Tania (Amsterdam, 29 januari 1925 - Amersfoort, 23 april 1995) was een Nederlands presentator.
Hij begon zijn omroeploopbaan in 1952 als nieuwslezer bij het ANP. Daarna was hij drie jaar werkzaam voor het NTS Journaal, waarna hij in 1959 overstapte naar de VARA. Met zijn karakteristieke zware stem was hij een bekende verschijning op de Nederlandse televisie in de jaren 60. Samen met Elles Berger, Koos Postema en Hans Jacobs presenteerde hij het wekelijkse VARA-magazine "Zo maar een zomeravond."
Daarna was Tania enige jaren hoofd van het Bureau Culturele Zaken van de gemeente Groningen. Hij en NCRV-medewerker Gerard van den Berg hadden tegelijk gesolliciteerd naar de functie van voorlichter en beiden werden aangenomen. Met culturele manifestaties als Beeld en Route zorgde hij voor veel (ook landelijke) publiciteit, maar in 1969 hield hij het in het noorden voor gezien.
Tania keerde terug bij de VARA en werd eindredacteur bij de actualiteitenrubriek Achter het Nieuws. Zijn laatste grote werk was de presentatie, in 1989, van de vernieuwde serie De bezetting, die geschreven en geregisseerd was door de historicus Loe de Jong.